# 콜롬비아 여자 축구 국가대표팀
콜롬비아 여자 축구 국가대표팀은 콜롬비아를 대표하는 여자 축구 대표팀으로 콜롬비아 축구 연맹에서 운영한다. 1998년 3월 2일 베네수엘라와의 1998년 남미 여자 축구 선수권 대회 A조 조별리그 1차전에서 국제 A매치 첫 경기를 치렀으며 현재 에스타디오 메트로폴리타노 로베르토 멜렌데스를 홈 구장으로 사용하고 있다.

## 국제 대회 경력

### FIFA 여자 월드컵
2011년 대회를 시작으로 현재까지 3번의 여자 월드컵 본선에 올라 이 중 2023년 대회에서 8강까지 오르며 2014년 FIFA 월드컵에서 사상 첫 8강에 올랐던 남자 대표팀 이후 9년만에 월드컵 8강의 쾌거를 이뤄냈다.

### 코파 아메리카 페메니나
1998년 남미 여자 축구 선수권 대회에 처음으로 모습을 드러낸 이후 7회 연속 코파 아메리카 페메니나에 출전하여 이 중 2010년과 2014년, 2022년 대회에서 준우승을 차지하는 등 4번의 대회에서 4위 이상의 성적을 거두었지만 3번의 대회에서 모두 브라질에 패하며 우승 문턱에서 좌절을 맛보았다.

### 하계 올림픽
올림픽 본선에는 3번(2012년, 2016년, 2024년)에 출전하여 이 중 2024년 대회에서 사상 첫 올림픽 8강이자 메이저 대회 2회 연속 8강 진출에 성공했다.

### 팬아메리칸 게임
2011년 팬아메리칸 게임에서 처음으로 모습을 드러냈고 이후 3번의 대회에 출전하여 2015년 대회에서는 은메달을 획득했고 2019년 대회에서는 사상 처음으로 팬아메리칸 게임 금메달을 목에 걸었다.

## 기타 국제 대회 경력
볼리바르 경기 대회 4번의 대회에서 U-20 여자 대표팀 전적을 포함하여 금메달 3개, 은메달 1개를 받았다.

## 성적

### FIFA 여자 월드컵
| FIFA 여자 월드컵 기록 | FIFA 여자 월드컵 기록 | FIFA 여자 월드컵 기록 | FIFA 여자 월드컵 기록 | FIFA 여자 월드컵 기록 | FIFA 여자 월드컵 기록 | FIFA 여자 월드컵 기록 | FIFA 여자 월드컵 기록 | FIFA 여자 월드컵 기록 | FIFA 여자 월드컵 기록 |
| Year                  | Result                | Position              | Pld                   | W                     | D*                    | L                     | GF                    | GA                    | Squad                 |
| --------------------- | --------------------- | --------------------- | --------------------- | --------------------- | --------------------- | --------------------- | --------------------- | --------------------- | --------------------- |
| 1991                  | 불참                  | 불참                  | 불참                  | 불참                  | 불참                  | 불참                  | 불참                  | 불참                  | 불참                  |
| 1995                  | 불참                  | 불참                  | 불참                  | 불참                  | 불참                  | 불참                  | 불참                  | 불참                  | 불참                  |
| 1999                  | 지역 예선 탈락        | 지역 예선 탈락        | 지역 예선 탈락        | 지역 예선 탈락        | 지역 예선 탈락        | 지역 예선 탈락        | 지역 예선 탈락        | 지역 예선 탈락        | 지역 예선 탈락        |
| 2003                  | 지역 예선 탈락        | 지역 예선 탈락        | 지역 예선 탈락        | 지역 예선 탈락        | 지역 예선 탈락        | 지역 예선 탈락        | 지역 예선 탈락        | 지역 예선 탈락        | 지역 예선 탈락        |
| 2007                  | 지역 예선 탈락        | 지역 예선 탈락        | 지역 예선 탈락        | 지역 예선 탈락        | 지역 예선 탈락        | 지역 예선 탈락        | 지역 예선 탈락        | 지역 예선 탈락        | 지역 예선 탈락        |
| 2011                  | 조별 리그             | 14위                  | 3                     | 0                     | 1                     | 2                     | 0                     | 4                     | Squad                 |
| 2015                  | 16강                  | 12위                  | 4                     | 1                     | 1                     | 2                     | 4                     | 5                     | Squad                 |
| 2019                  | 지역 예선 탈락        | 지역 예선 탈락        | 지역 예선 탈락        | 지역 예선 탈락        | 지역 예선 탈락        | 지역 예선 탈락        | 지역 예선 탈락        | 지역 예선 탈락        | 지역 예선 탈락        |
| 2023                  | 8강                   | 8위                   | 5                     | 3                     | 0                     | 2                     | 6                     | 4                     | Squad                 |
| 2027                  | 미정                  | 미정                  | 미정                  | 미정                  | 미정                  | 미정                  | 미정                  | 미정                  | 미정                  |
| Total                 | Round of 16           | 3/10                  | 12                    | 4                     | 2                     | 6                     | 10                    | 13                    |                       |

| FIFA 여자 월드컵 역사 | FIFA 여자 월드컵 역사 | FIFA 여자 월드컵 역사 | FIFA 여자 월드컵 역사  | FIFA 여자 월드컵 역사 | FIFA 여자 월드컵 역사                    |
| Year                  | Round                 | Date                  | Opponent               | Result                | Stadium                                  |
| --------------------- | --------------------- | --------------------- | ---------------------- | --------------------- | ---------------------------------------- |
| 2011                  | Group stage           | 28 June               | 스웨덴                 | L 0–1                 | BayArena, Leverkusen                     |
| 2011                  | Group stage           | 2 July                | 미국                   | L 0–3                 | Rhein-Neckar-Arena, Sinsheim             |
| 2011                  | Group stage           | 6 July                | 조선민주주의인민공화국 | D 0–0                 | Ruhrstadion, Bochum                      |
| 2015                  | Group stage           | 9 June                | 멕시코                 | D 1–1                 | Moncton Stadium, Moncton                 |
| 2015                  | Group stage           | 13 June               | 프랑스                 | W 2–0                 | Moncton Stadium, Moncton                 |
| 2015                  | Group stage           | 17 June               | 잉글랜드               | L 1–2                 | Olympic Stadium, Montreal                |
| 2015                  | Round of 16           | 22 June               | 미국                   | L 0–2                 | Commonwealth Stadium, Edmonton           |
| 2023                  | Group stage           | 25 July               | 대한민국               | W 2-0                 | Sydney Football Stadium, Sydney          |
| 2023                  | Group stage           | 30 July               | 독일                   | W 2–1                 | Sydney Football Stadium, Sydney          |
| 2023                  | Group stage           | 3 August              | 모로코                 | L 0–1                 | Perth Oval, Perth                        |
| 2023                  | Round of 16           | 8 August              | 자메이카               | W 1–0                 | Melbourne Rectangular Stadium, Melbourne |
| 2023                  | Quarter-finals        | 12 August             | 잉글랜드               | L 1–2                 | Stadium Australia, Sydney                |

### 올림픽 축구
- 1996년 ~ 2008년: 예선 탈락
- 2012년: 조별 예선
- 2016년: 조별 예선
- 2020년: 예선 탈락
- 2024년: 8강

### 코파 아메리카 페메니나
- 1991년: 불참
- 1995년: 불참
- 1998년: 조별 예선
- 2003년: 3위
- 2006년: 조별 예선
- 2010년: 준우승
- 2014년: 준우승
- 2018년: 4위
- 2022년: 준우승

## 같이 보기
- 콜롬비아 축구 국가대표팀